# Iridopsis salmonearia
Iridopsis salmonearia är en fjärilsart som beskrevs av Charles Oberthür 1883. Iridopsis salmonearia ingår i släktet Iridopsis och familjen mätare. Inga underarter finns listade i Catalogue of Life.